# 偃姓
偃姓是一個中文姓氏，是中国最早的姓氏之一。偃姓是中国传说时代皋陶的姓。周朝的舒国、英国、六国、舒蓼国、舒庸国、舒鸠国都是偃姓，皋陶的后裔。

## 外部連結
[在维基数据编辑]
 《欽定古今圖書集成·明倫彙編·氏族典·偃姓部》，出自陈梦雷《古今圖書集成》